# Ehemaliges Gasthaus (Hainhofen)

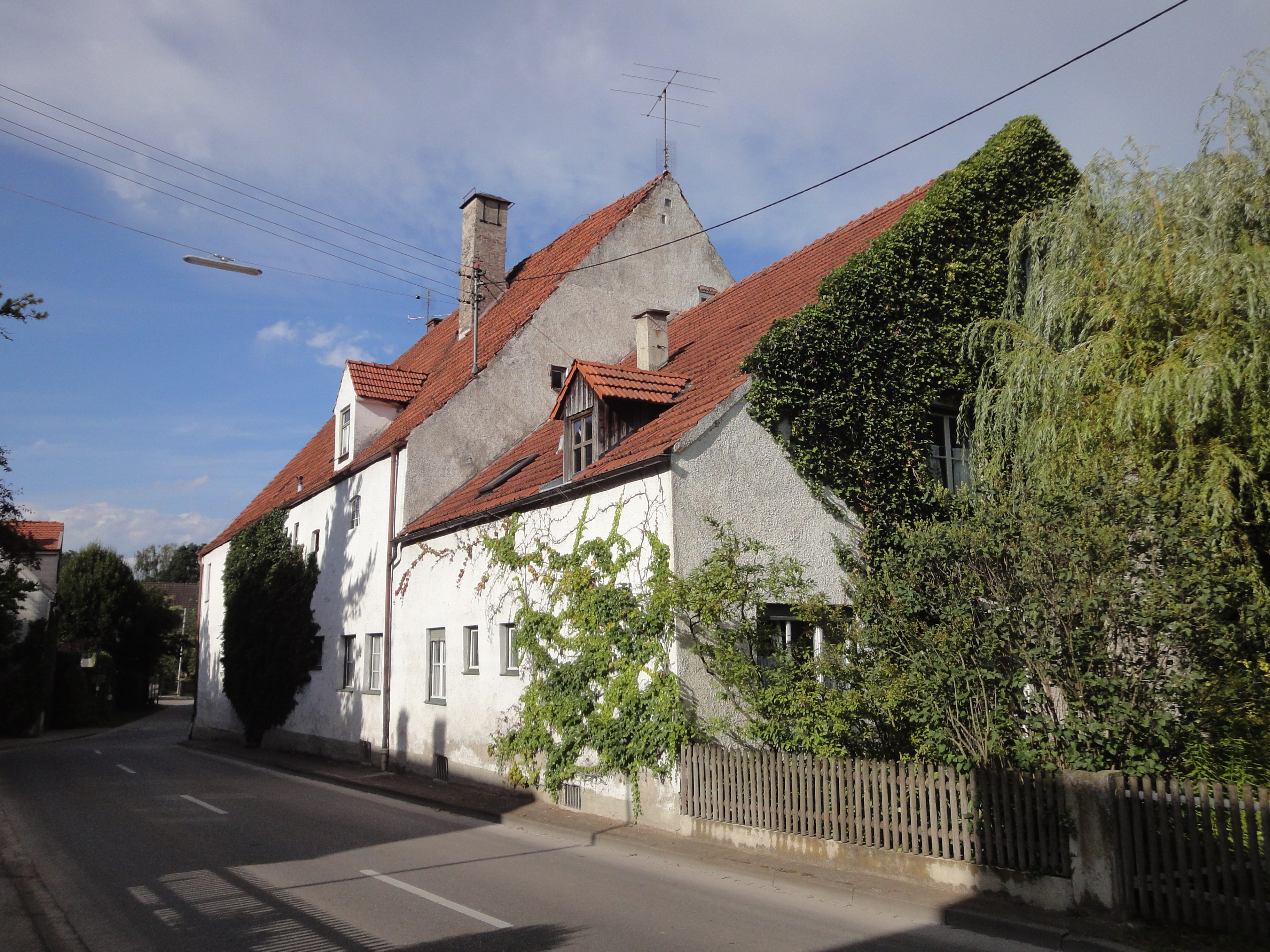
Ehemaliges Gasthaus mit Brauerei in Hainhofen (2012)

Das ehemalige Gasthaus in Hainhofen, einem Gemeindeteil von Neusäß im Landkreis Augsburg im bayerischen Regierungsbezirk Schwaben, wurde Ende des 16. Jahrhunderts erbaut. Es ist ein geschütztes Baudenkmal und befindet sich in der Ortsmitte.
Der stattliche Bau lässt sich dendrologisch im Kern auf die Jahre 1589/90 datieren. Es gehörte ursprünglich auch eine Brauerei zum Anwesen. Das Gebäude zählt zu den ältesten noch vorhandenen ehemaligen Gasthäusern im Augsburger Land. Nach der Schließung von Gaststätte und Brauerei sowie einem längeren Leerstand wurde der Bau zu einem Wohnhaus mit mehreren Wohneinheiten umgebaut. 